# American Doll Posse
American Doll Posse ist das neunte Soloalbum von Tori Amos. Es erschien bei Epic Records und wurde vom Juni 2006 bis Februar 2007 in Cornwall, Vereinigtes Königreich aufgenommen.

## The Doll Posse
Tori singt die Lieder dieses Albums in fünf verschiedenen Rollen, die zusammen die „American Doll Posse“ bilden. Außerdem sind sie allesamt an Göttinnen der griechischen Mythologie angelehnt. Es wurde für jede der einzelnen dargestellten Figuren ein Blog eingerichtet, in dem es jede Woche neue, unterschiedliche Statements der einzelnen Frauen gibt. Im Falle von Pip soll man binnen sechs Monaten die ganze Biografie lesen können. In einem Interview erwähnte Tori, dass sie die Blogs bis zum Dezember 2007 immer wieder erneuern will.

### Isabel
Isabel (HisTORIcal) basiert auf der griechischen Göttin Artemis. Sie ist als Stimme der Lieder Yo George, Mr. Bad Man, Devils & Gods, Almost Rosey und Dark Side of the Sun zu hören.

### Pip
Pip (ExpiraTORIal) basiert auf der griechischen Göttin der Weisheit sowie der Kriegstaktik und Strategie Athene. Sie ist die Stimme der Lieder Teenage Hustling, Fat Slut, Body & Soul (zusammen mit Santa), Velvet Revolution und Smokey Joe.

### Clyde
Clyde (CliTORIdes) basiert auf der griechischen Göttin der Unterwelt, Persephone. Sie ist die Stimme der Lieder Bouncing Off Clouds, Girl Disappearing, Roosterspur Bridge und Beauty of Speed.

### Santa
Santa (SanaTORIum) basiert auf der griechischen Göttin Aphrodite. Sie ist leidenschaftlich und sinnlich und ist die Stimme der Lieder You Can Bring Your Dog, Secret Spell, Body & Soul (zusammen mit Pip), Programmable Soda, Dragon und My Posse Can Do.

### Tori
Tori (TerraTORIes) basiert auf den griechischen Göttinnen Demeter und Dionysos. Sie ist die Stimme der Lieder Big Wheel, Digital Ghost, Father’s Son, Code Red und Posse Bonus.

## Titelliste
1. Yo George (Isabel) – 1:25
2. Big Wheel (Tori) – 3:15
3. Bouncing Off Clouds (Clyde) – 4:06
4. Teenage Hustling (Pip) – 4:02
5. Digital Ghost (Tori) – 3:50
6. You Can Bring Your Dog (Santa) – 4:04
7. Mr. Bad Man (Isabel) – 3:18
8. Fat Slut (Pip) – 0:41
9. Girl Disappearing (Clyde) – 4:00
10. Secret Spell (Santa) – 4:04
11. Devils and Gods (Isabel) – 0:53
12. Body and Soul (Pip und Santa) – 3:56
13. Father’s Son (Tori) – 3:59
14. Programmable Soda (Santa) – 1:25
15. Code Red (Tori) – 5:27
16. Roosterspur Bridge (Clyde) – 4:01
17. Beauty of Speed (Clyde) – 4:06
18. Almost Rosey (Isabel) – 5:26
19. Velvet Revolution (Pip) – 1:19
20. Dark Side of the Sun (Isabel) – 4:16
21. Posse Bonus (Tori) – 1:45
22. Smokey Joe (Pip) – 4:19
23. Dragon (Santa) – 5:03

## Tour
Die American Doll Posse Tour begann am 28. Mai 2007 in Rom, Italien. Tori eröffnet jedes ihrer Konzerte in dem Kostüm einer der fünf Charaktere. Die Tour begann mit der Verkleidung als Santa. Sie sang sechs Lieder, bis sie ihr Kostüm wechselte und als Tori für weitere 14 Lieder weitersang. Erst am Konzerttag entschied Tori mit welchem Charakter sie ihr Konzert begann. Deshalb musste ihre Band auch vier verschiedene Repertoires einstudieren. Amos spielte Piano, Yamaha-Keyboard und eine Hammondorgel, außerdem wurde sie von Jon Evans (Bass), Matt Chamberlain (Schlagzeug) und Dan Phelps (Gitarre) begleitet.
Die erste Live-Performance wurde am 10. April 2007 für Radio Eins in Berlin aufgeführt. Tori Amos hat dort sechs Lieder alleine auf dem Klavier gespielt: Silent All These Years und Leather aus ihrem Album Little Earthquakes, dazu vier Songs aus ihrem neuen Album Velvet Revolution, Father’s Son, Beauty of Speed und Almost Rosey.